# Wild and free-roaming horses and burros act de 1971
 (janvier 2015).

Le Wild and free-roaming horses and burros act de 1971 (Loi publique 92-195) est une loi fédérale des États-Unis, en vertu de laquelle les chevaux et les ânes sauvages présents sur ce territoire sont protégés de tout abattage et déplacement de population, et gérés par le Bureau of Land Management.